# Belle-Église
Belle-Église est une commune française située dans le département de l'Oise, en région Hauts-de-France.

## Géographie

### Description

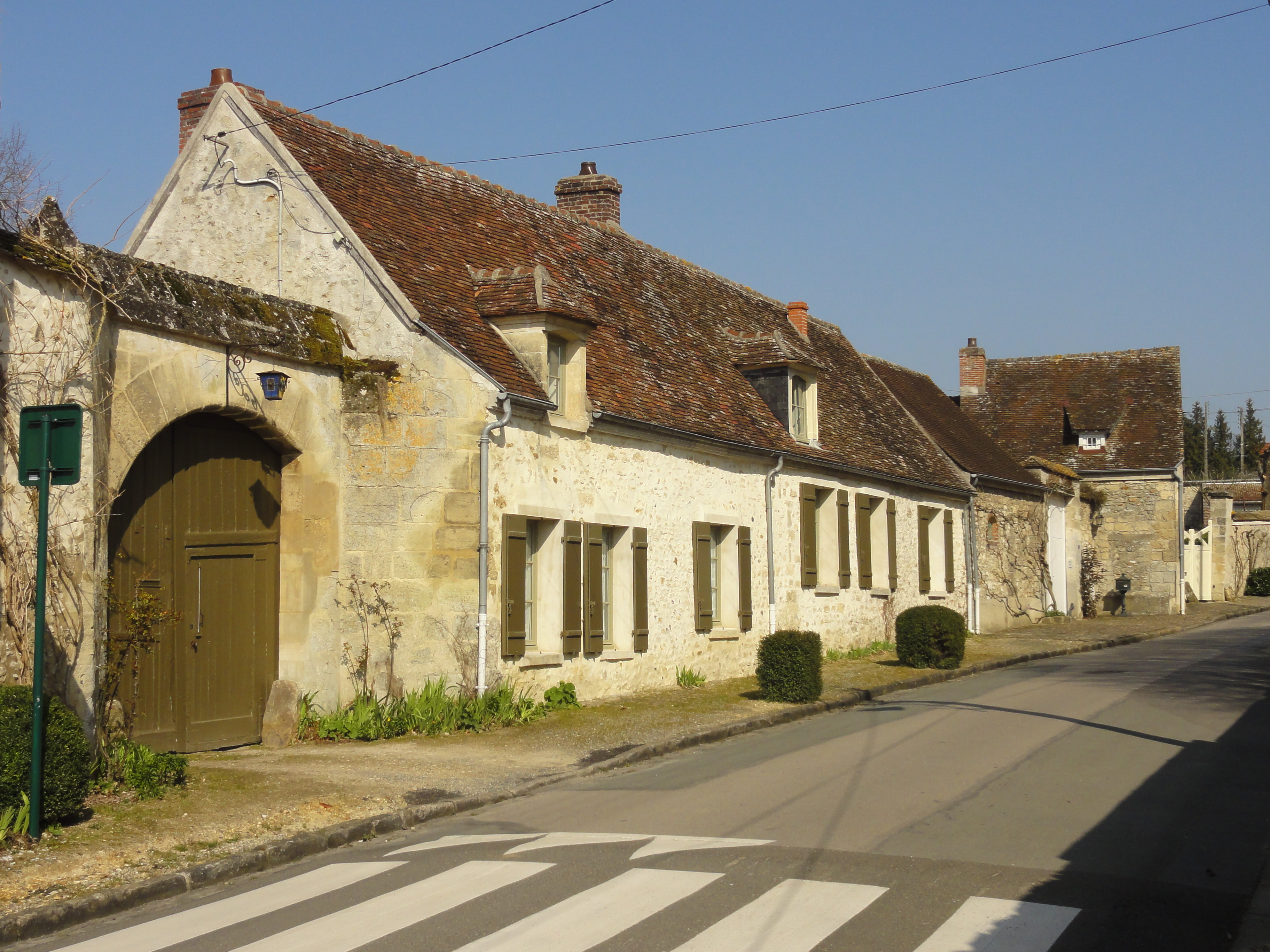
Ambiance de la commune : la rue des Écoles.

Belle-Église est un village picard du Pays de Thelle situé dans l'Oise mais limitrophe du Val-d'Oise, à 18 km au nord-est de Pontoise, 38 km au nord de Paris, 28 km au sud-est de Beauvais et à 33 km à l'est de Gisors. Il est desservi par les anciennes route nationale 1 et route nationale 323 (actuelles RD 1001et  RD 923), et est traversée par l'Autoroute A16
Le village est traversé par le Sentier de grande randonnée GR 11 surnommé le « Grand Tour De Paris ».

### Communes limitrophes
| Bornel                  |                           | Fresnoy-en-Thelle |
|                         | Belle-Église              |                   |
| Hédouville (Val-d'Oise) | Ronquerolles (Val-d'Oise) | Chambly           |

### Hydrographie
La commune est située dans le bassin Seine-Normandie. Elle est drainée par l'Esches et la Gobette,,.
L'Esches, d'une longueur de 20 km, prend sa source dans la commune de Méru et se jette  dans l'Oise à Persan, après avoir traversé six communes. Les caractéristiques hydrologiques de l'Esches sont données par la station hydrologique située sur la commune de Bornel. Le débit moyen mensuel est de 0,66 m3/s. Le débit moyen journalier maximum est de 4,05 m3/s, atteint lors de la crue du 7 juillet 2001. Le débit instantané maximal est quant à lui de 7,51 m3/s, atteint le même jour.
La limite sud-ouest du territoire communal est constituée par le lit de du  ruisseau la Gobette
Autrefois existaient sur le territoire communal deux moulins à eau.

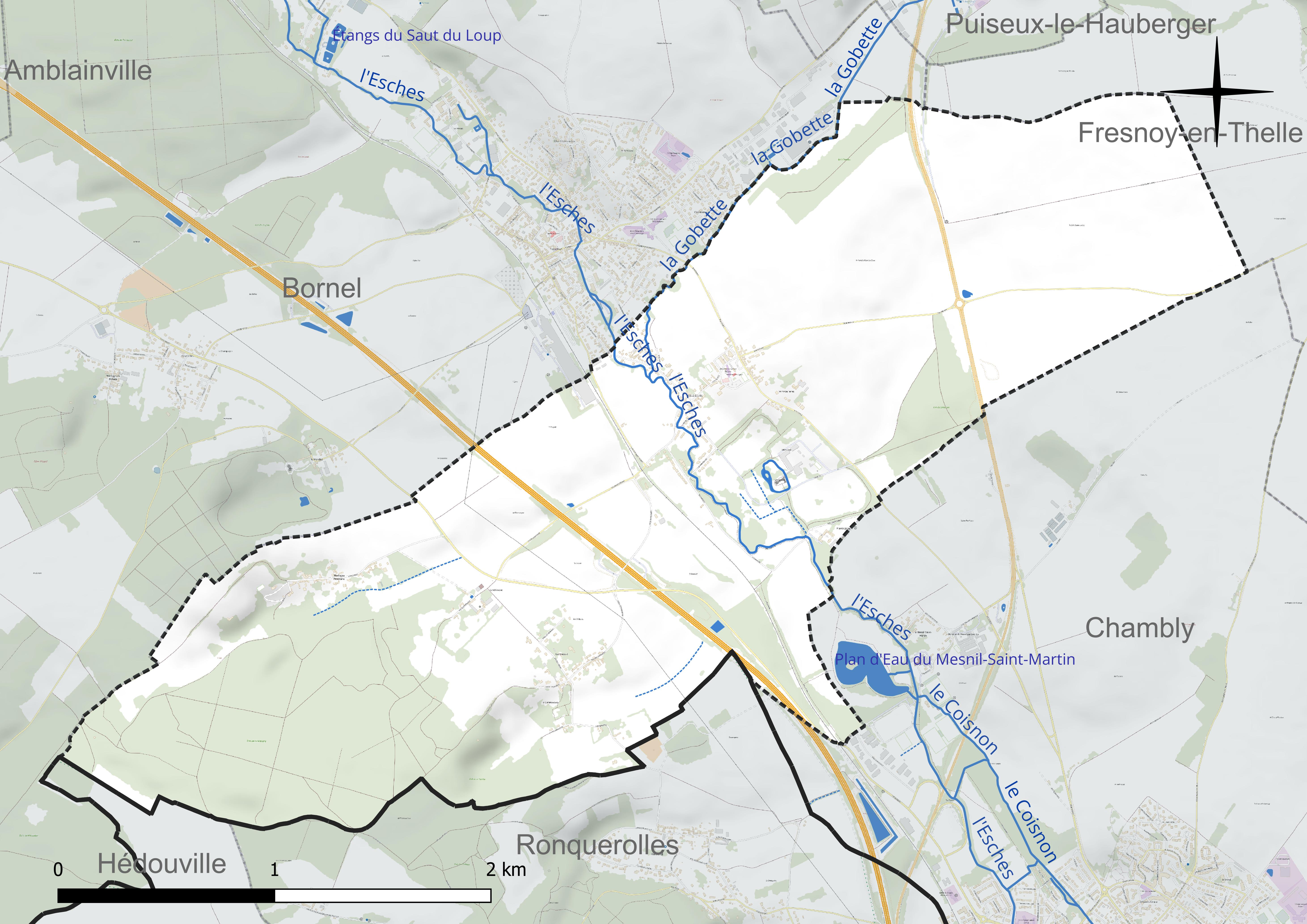
Réseau hydrographique de Belle-Église.

### Climat
Pour des articles plus généraux, voir Climat des Hauts-de-France et Climat de l'Oise.
En 2010, le climat de la commune est de type climat océanique dégradé des plaines du Centre et du Nord, selon une étude du CNRS s'appuyant sur une série de données couvrant la période 1971-2000. En 2020, Météo-France publie une typologie des climats de la France métropolitaine dans laquelle la commune est exposée à un climat océanique et est dans la région climatique  Sud-ouest du bassin Parisien, caractérisée par une faible pluviométrie, notamment au printemps (120 à 150 mm) et un hiver froid (3,5 °C). 
Pour la période 1971-2000, la température annuelle moyenne est de 11 °C, avec une amplitude thermique annuelle de 14,6 °C. Le cumul annuel moyen de précipitations est de 676 mm, avec 11,4 jours de précipitations en janvier et 7,8 jours en juillet. Pour la période 1991-2020, la température moyenne annuelle observée sur la station météorologique la plus proche, située sur la commune de Pontoise à 18 km à vol d'oiseau, est de 12,5 °C et le cumul annuel moyen de précipitations est de 666,7 mm,. Pour l'avenir, les paramètres climatiques de la commune estimés pour 2050 selon différents scénarios d'émission de gaz à effet de serre sont consultables sur un site dédié publié par Météo-France en novembre 2022.

### Milieux naturels
La commune comprend trois bois classés "espaces boisés classées à conserver", qui sont : le bois Chevalot, 10 ha, le bois de Saint-Just de 10 ha et le bois de Montagny.

## Urbanisme

### Typologie
Au 1er janvier 2024, Belle-Église est catégorisée bourg rural, selon la nouvelle grille communale de densité à sept niveaux définie par l'Insee en 2022.
Elle appartient à l'unité urbaine de Bornel, une agglomération intra-départementale regroupant deux  communes, dont elle est une commune de la banlieue,,. Par ailleurs la commune fait partie de l'aire d'attraction de Paris, dont elle est une commune de la couronne,. 

### Occupation des sols
L'occupation des sols de la commune, telle qu'elle ressort de la base de données européenne d'occupation biophysique des sols Corine Land Cover (CLC), est marquée par l'importance des territoires agricoles (76,2 % en 2018), en diminution par rapport à 1990 (78,4 %). La répartition détaillée en 2018 est la suivante : 
terres arables (59,4 %), forêts (18,3 %), zones agricoles hétérogènes (16,8 %), zones urbanisées (3 %), zones industrielles ou commerciales et réseaux de communication (2,5 %). L'évolution de l'occupation des sols de la commune et de ses infrastructures peut être observée sur les différentes représentations cartographiques du territoire : la carte de Cassini (XVIIIe siècle), la carte d'état-major (1820-1866) et les cartes ou photos aériennes de l'IGN pour la période actuelle (1950 à aujourd'hui).

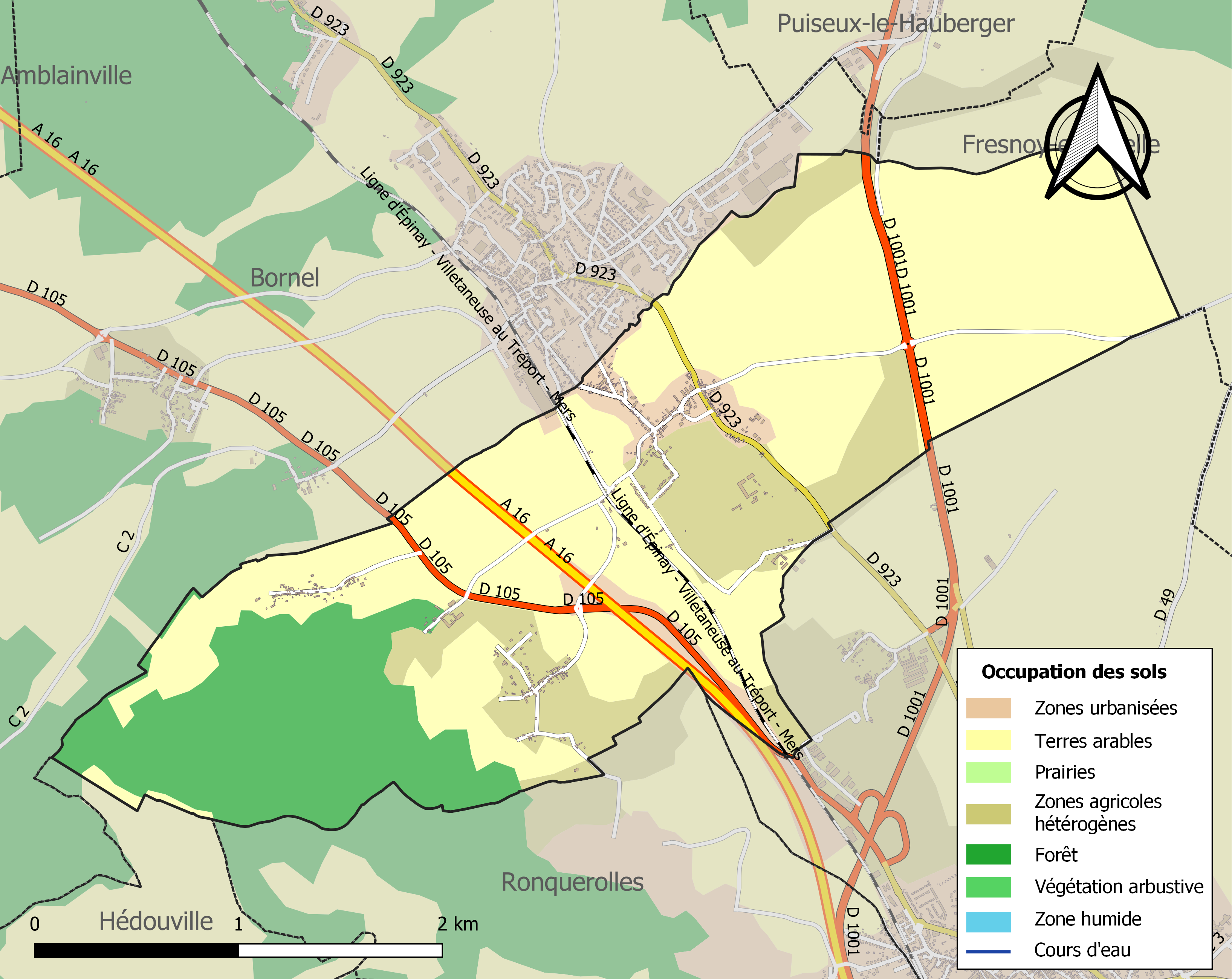
Carte des infrastructures et de l'occupation des sols de la commune en 2018 (CLC).

Le tableau ci-dessous présente la typologie des logements à Belle-Église en 2018 en comparaison avec celle de l'Oise et de la France entière. Une caractéristique marquante du parc de logements est ainsi une proportion de résidences secondaires et logements occasionnels (8,2 %) supérieure à celle du département (2,5 %) et à celle de la France entière (9,7 %). Concernant le statut d'occupation de ces logements, 80,4 % des habitants de la commune sont propriétaires de leur logement (85,7 % en 2013), contre 61,4 % pour l'Oise et 57,5 pour la France entière.
| Typologie                                               | Belle-Église | Oise | France entière |
| ------------------------------------------------------- | ------------ | ---- | -------------- |
| Résidences principales (en %)                           | 82,6         | 90,4 | 82,1           |
| Résidences secondaires et logements occasionnels (en %) | 8,2          | 2,5  | 9,7            |
| Logements vacants (en %)                                | 9,2          | 7,1  | 8,2            |

### Voies de communication et transports
La commune est desservie par la gare de Bornel - Belle-Église sur la ligne de Paris à Beauvais. Cette gare, desservie par des trains TER Hauts-de-France qui effectuent des missions entre les gares de Paris-Nord et de Beauvais, est située sur la commune de Bornel.
La commune est desservie, en 2023, par les lignes 6110, 6131, 6132, 6134, 6201 et 6234 du réseau interurbain de l'Oise.

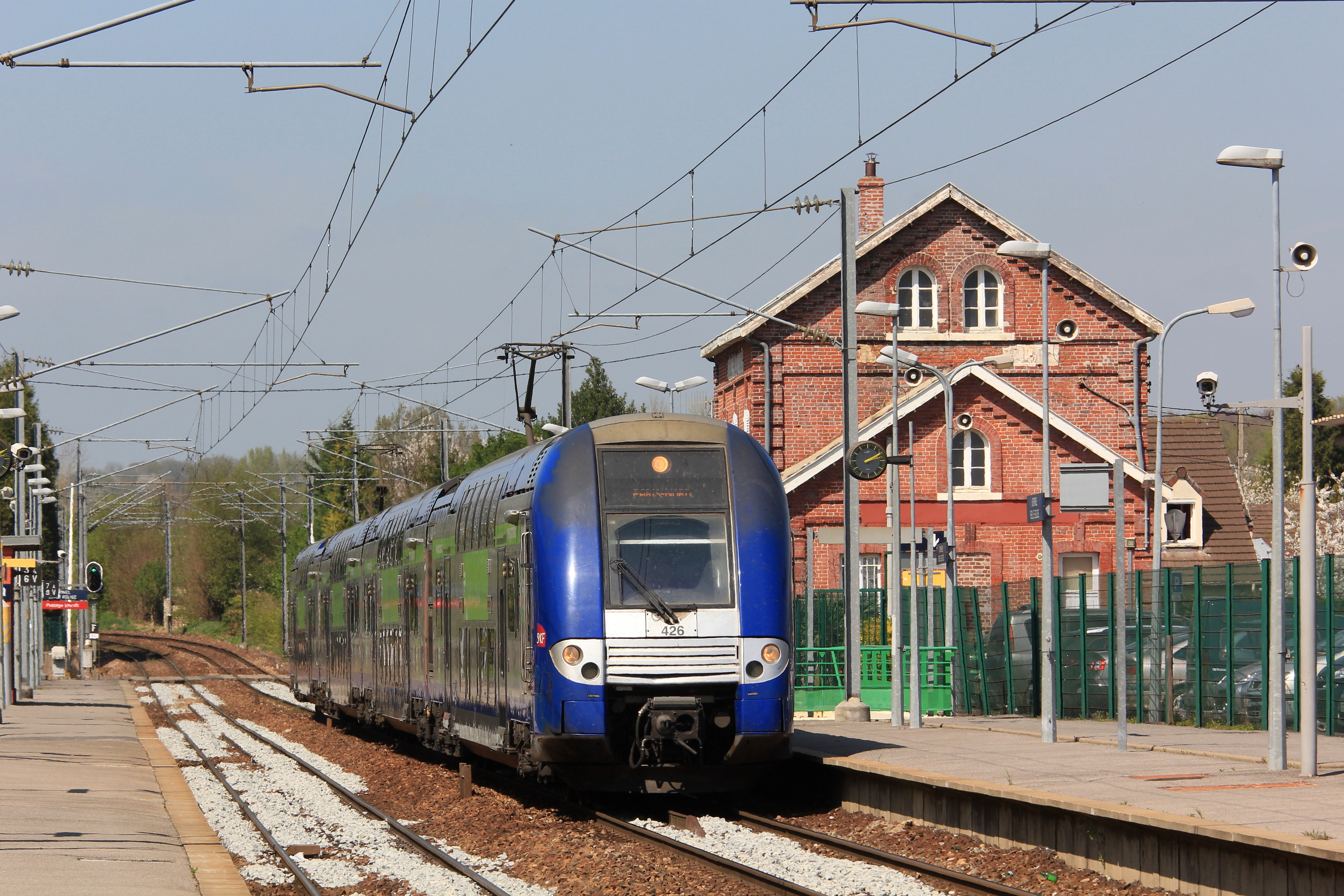
Train en gare.

## Toponymie
Son nom a évolué de Belaglisa en 1164, Bertetela, Bera-Ecclesia en 1190, Bella-Ecclesia en 1214.
Durant la Révolution française, la commune porte le nom de Belle-Montagne.

## Histoire
Selon Louis Graves, « Belléglise appartenait au treizième siècle à une famille qui portait le nom du pays et qui contracta  des alliances avec la maison de Beaumont-sur-Oise. Dans les derniers temps, la seigneurie était divisée entre les chevaliers de Malte et l'abbaye de Royaumont à laquelle Saint-Louis avait donné des bois et une ferme considérable ».
Lors des batailles de la libération de la France de la fin de la Seconde Guerre mondiale, le 19 juin 1944 eut lieu la bataille de Ronquerolles, en limite des communes de Ronquerolles, de Bornel, de Belle-Église et d'Hédouville, entre un petit groupe de résistants français et les troupes d'occupation et de répression allemandes de la Sicherungs-Regiment 6, évaluées à trois bataillons, soit de 800 à 1 000 hommes. Sur 17 résistants arrêtés par les Allemands, 11 sont fusillés à L'Isle-Adam et 2 sont déportés,,,,,.

## Politique et administration

### Rattachements administratifs et électoraux
La commune se trouve dans l'arrondissement de Senlis du département de l'Oise. Pour l'élection des députés, elle fait partie de la deuxième circonscription de l'Oise.
Elle faisait partie depuis 1801 du canton de Neuilly-en-Thelle. Dans le cadre du redécoupage cantonal de 2014 en France, la commune fait désormais partie du canton de Méru.

### Intercommunalité
La commune faisait partie de la communauté de communes du pays de Thelle, créée en 1996.
Dans le cadre des dispositions de la loi portant nouvelle organisation territoriale de la République (Loi NOTRe) du 7 août 2015, qui prévoit que les établissements publics de coopération intercommunale (EPCI) à fiscalité propre doivent avoir un minimum de 15 000 habitants, le préfet de l'Oise a publié en octobre 2015 un projet de nouveau schéma départemental de coopération intercommunale, qui prévoit la fusion de plusieurs intercommunalités, et en particulier  de la communauté de communes du Pays de Thelle et de la communauté de communes la Ruraloise, formant ainsi une intercommunalité de 42 communes et de 59 626 habitants,.
La nouvelle intercommunalité, dont est membre la commune et dénommée provisoirement communauté de communes du Pays de Thelle et Ruraloise puis communauté de communes Thelloise, est créée par un arrêté préfectoral du 30 novembre 2016 qui a pris effet le 1er janvier 2017.

### Liste des maires
| Période                                  | Période                       | Identité                      | Étiquette | Qualité |
| ---------------------------------------- | ----------------------------- | ----------------------------- | --------- | --- |
| Les données manquantes sont à compléter. |                               |                               |           | |
| 1800                                     | 1804                          | Pierre Duquesnel              |           | |
| 1806                                     | 1822                          | Jacques Ambroise Herissant    |           | |
| 1822                                     | 1832                          | Pierre Louis Grange           |           | |
| 1832                                     | 1933                          | Louis Alexandre Le Breton     |           | |
| 1833                                     | 1937                          | Jean Charles Blanchard        |           | |
| 1837                                     | 1843                          | Jean-Benoit de Ribes          |           | |
| 1848                                     | 1896                          | Charles-Edouard de Ribes      |           | |
| 1896                                     | 1917                          | Charles-Aimé-Auguste de Ribes |           | |
| Les données manquantes sont à compléter. |                               |                               |           | |
| 1983                                     | 1989                          | Monique Duval                 |           | |
| 1989                                     | octobre 1997                  | René Lagabrielle              |           | Mort accidentellement pendant son mandat.                                                                                               |
| 1997                                     | 2001                          | Bernard Marie                 |           | |
| 2001                                     | mai 2020                      | Philippe Vincenti             | DVD       | Cadre administratif à la direction des journaux officiels, retraité Vice-président de la CC du Pays de Thelle et Ruraloise(2017 → 2020) |
| mai 2020                                 | En cours (au 2 décembre 2020) | Mme Dominique Margery         |           | |

## Équipements et services publics

### Enseignement
Les Belle-Eglisiens disposent d'une école, d'un centre périscolaire avec cantine, garderie, et centre de loisirs pendant les vacances.

### Culture
La commune dispose d'une bibliothèque municipale.

## Population et société

### Démographie

#### Évolution démographique
L'évolution du nombre d'habitants est connue à travers les recensements de la population effectués dans la commune depuis 1793. Pour les communes de moins de 10 000 habitants, une enquête de recensement portant sur toute la population est réalisée tous les cinq ans, les populations de référence des années intermédiaires étant quant à elles estimées par interpolation ou extrapolation. Pour la commune, le premier recensement exhaustif entrant dans le cadre du nouveau dispositif a été réalisé en 2006.

En 2022, la commune comptait 725 habitants, en évolution de +18,46 % par rapport à 2016 (Oise : +0,87 %, France hors Mayotte : +2,11 %).
| 1793 | 1800 | 1806 | 1821 | 1831 | 1836 | 1841 | 1846 | 1851 |
| ---- | ---- | ---- | ---- | ---- | ---- | ---- | ---- | ---- |
| 277  | 303  | 352  | 351  | 382  | 329  | 336  | 352  | 352  |

| 1856 | 1861 | 1866 | 1872 | 1876 | 1881 | 1886 | 1891 | 1896 |
| ---- | ---- | ---- | ---- | ---- | ---- | ---- | ---- | ---- |
| 381  | 399  | 412  | 403  | 392  | 361  | 451  | 357  | 414  |

| 1901 | 1906 | 1911 | 1921 | 1926 | 1931 | 1936 | 1946 | 1954 |
| ---- | ---- | ---- | ---- | ---- | ---- | ---- | ---- | ---- |
| 419  | 330  | 405  | 451  | 403  | 408  | 410  | 380  | 389  |

| 1962 | 1968 | 1975 | 1982 | 1990 | 1999 | 2006 | 2011 | 2016 |
| ---- | ---- | ---- | ---- | ---- | ---- | ---- | ---- | ---- |
| 388  | 406  | 430  | 449  | 503  | 561  | 568  | 592  | 612  |

| 2021 | 2022 | - | - | - | - | - | - | - |
| ---- | ---- | - | - | - | - | - | - | - |
| 690  | 725  | - | - | - | - | - | - | - |

#### Pyramide des âges
La population de la commune est relativement jeune.
En 2018, le taux de personnes d'un âge inférieur à 30 ans s'élève à 35,9 %, soit en dessous de la moyenne départementale (37,3 %). À l'inverse, le taux de personnes d'âge supérieur à 60 ans est de 21,5 % la même année, alors qu'il est de 22,8 % au niveau départemental.
En 2018, la commune comptait 300 hommes pour 308 femmes, soit un taux de 50,66 % de femmes, légèrement inférieur au taux départemental (51,11 %).
Les pyramides des âges de la commune et du département s'établissent comme suit.
| Hommes | Classe d’âge | Femmes |
| ------ | ------------ | ------ |
| 0,0    | 90 ou +      | 1,0    |
| 4,4    | 75-89 ans    | 5,0    |
| 16,2   | 60-74 ans    | 16,5   |
| 26,7   | 45-59 ans    | 22,6   |
| 16,3   | 30-44 ans    | 19,5   |
| 16,8   | 15-29 ans    | 17,0   |
| 19,6   | 0-14 ans     | 18,4   |

| Hommes | Classe d’âge | Femmes |
| ------ | ------------ | ------ |
| 0,5    | 90 ou +      | 1,4    |
| 5,5    | 75-89 ans    | 7,6    |
| 15,6   | 60-74 ans    | 16,3   |
| 20,8   | 45-59 ans    | 20     |
| 19,4   | 30-44 ans    | 19,4   |
| 17,6   | 15-29 ans    | 16,2   |
| 20,6   | 0-14 ans     | 19,1   |

### Manifestations culturelles et festivités
La Fête de l'attelage, dont la 12e édition a eu lieu en avril 2016, organisée par les Attelages des Vieux Chariots de Belle-Église, l'association pour la Sauvegarde de l'Environnement de Belle-Église (SEBE), Pomme Cidre et Traditions de Belle-Église et les Go West Dancers de Bornel.

## Économie
La commune ne compte plus, en 2016, de commerces de proximité. Ses activités sont constituées par l'hôtel 4 étoiles du Château Saint-Just, le restaurant gastronomique La grange de Belle-Église (une étoile au Michelin en 2016) et une société d'agencement, de menuiserie, et de mobilier.

## Culture locale et patrimoine

### Lieux et monuments
- Église Saint-Martin de Belle-Église, rue des Écoles : Contrairement à ce qu'annoncent ses élévations extérieures dénuées de caractère, c'est un édifice d'une surprenante complexité, qui n'est que le résultat des agrandissements et remaniements successifs depuis la fin du XIIe siècle. Seulement la base du clocher roman de la fin du XIe ou du premier quart XIIe siècle subsiste d'origine. Elle se caractérise par sa voûte en berceau, sa grande profondeur et ses murs très épais. Le reste du chœur et de ses deux collatéraux est gothique. Il n'y a guère deux travées analogues, et la plupart des styles architecturaux sont représentés. Cependant, la plupart des travées a été bâtie avec grand soin, et l'architecture des parties orientales est tout sauf rustique. L'on trouve même des éléments remarquables par leur qualité, telles que les voûtes à six branches d'ogives du chœur et du croisillon nord avec leurs supports, ou par leur originalité. L'édifice n'est pas protégé au titre des monuments historiques, mais plusieurs éléments de son mobilier et quatre vitraux le sont en revanche[41],[42].

- Ruines du chœur de la chapelle du prieuré Saint-Jacques, à la sortie sud du village mais noyées dans la végétation, datables du milieu du XIIe siècle. Ce prieuré a été fondé en 1090 par Lancelin de Belle-Église et dépendait de la  puissante abbaye Saint-Martin de Pontoise[43]

- Château de Saint-Just, en dehors du village, sur la RD 923 en direction de Chambly : appelé d'abord hôtel de Villiers, le château prend son nom définitif avec l'arrivée d'Oudin de Saint-Just en 1450. C'est une construction des XIIe, XIVe, XVIIe, XVIIIe et XIXe siècles. Le château a appartenu successivement aux Villiers, aux Montmorency par alliance en 1415, aux Saint-Just par acquêt en 1450, aux Mérard de Saint-Just par acquêt en 1751, aux marquis de Persan, au général Servan de Gerbey puis aux comtes de Ribes par acquêt en 1826.

Avec son parc de 14 hectares, le château Saint-Just est en 2016 un hôtel 4 étoiles.
- Circuit de promenade Bornel-Belle-Église[44]

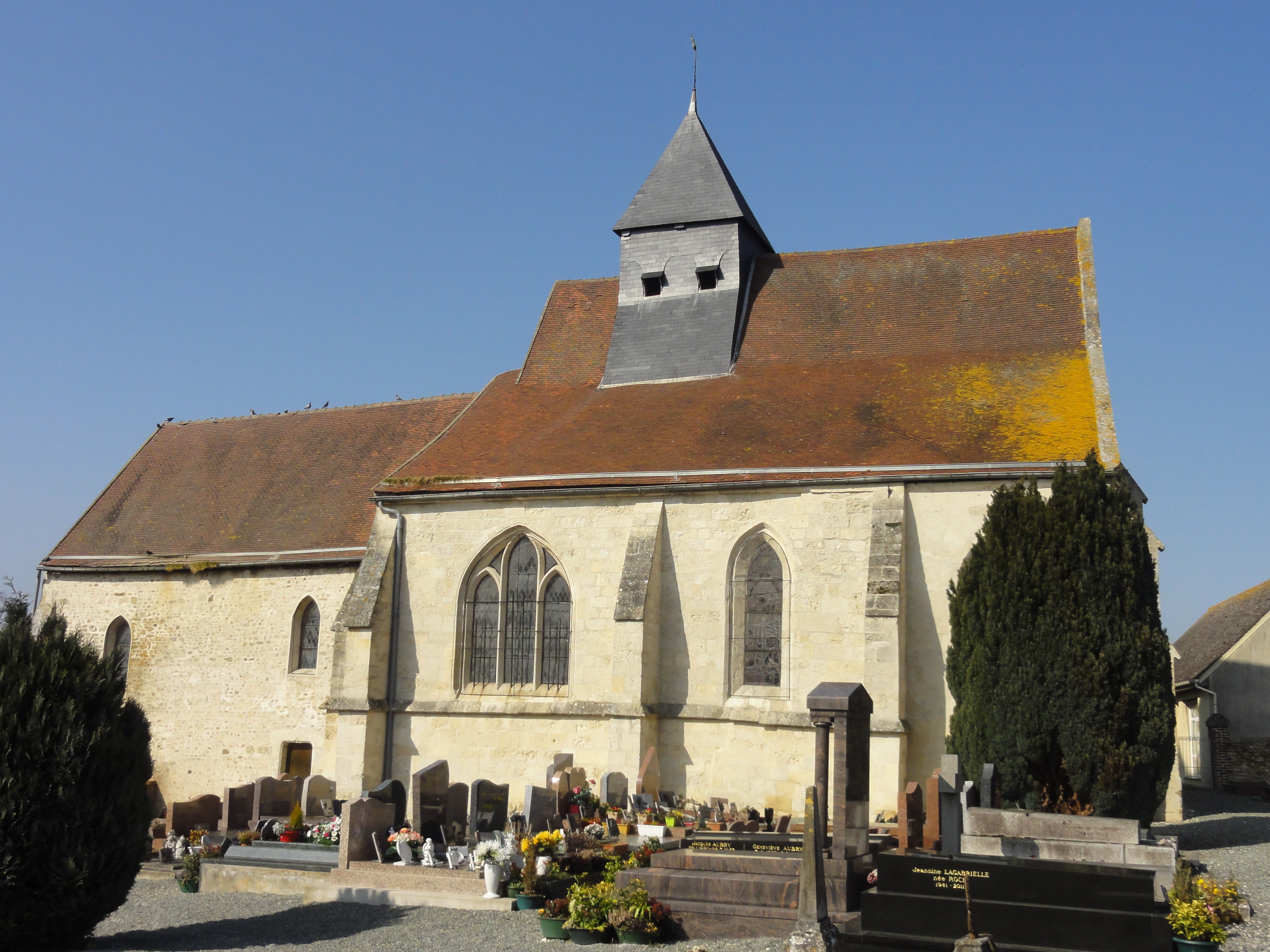
Église.
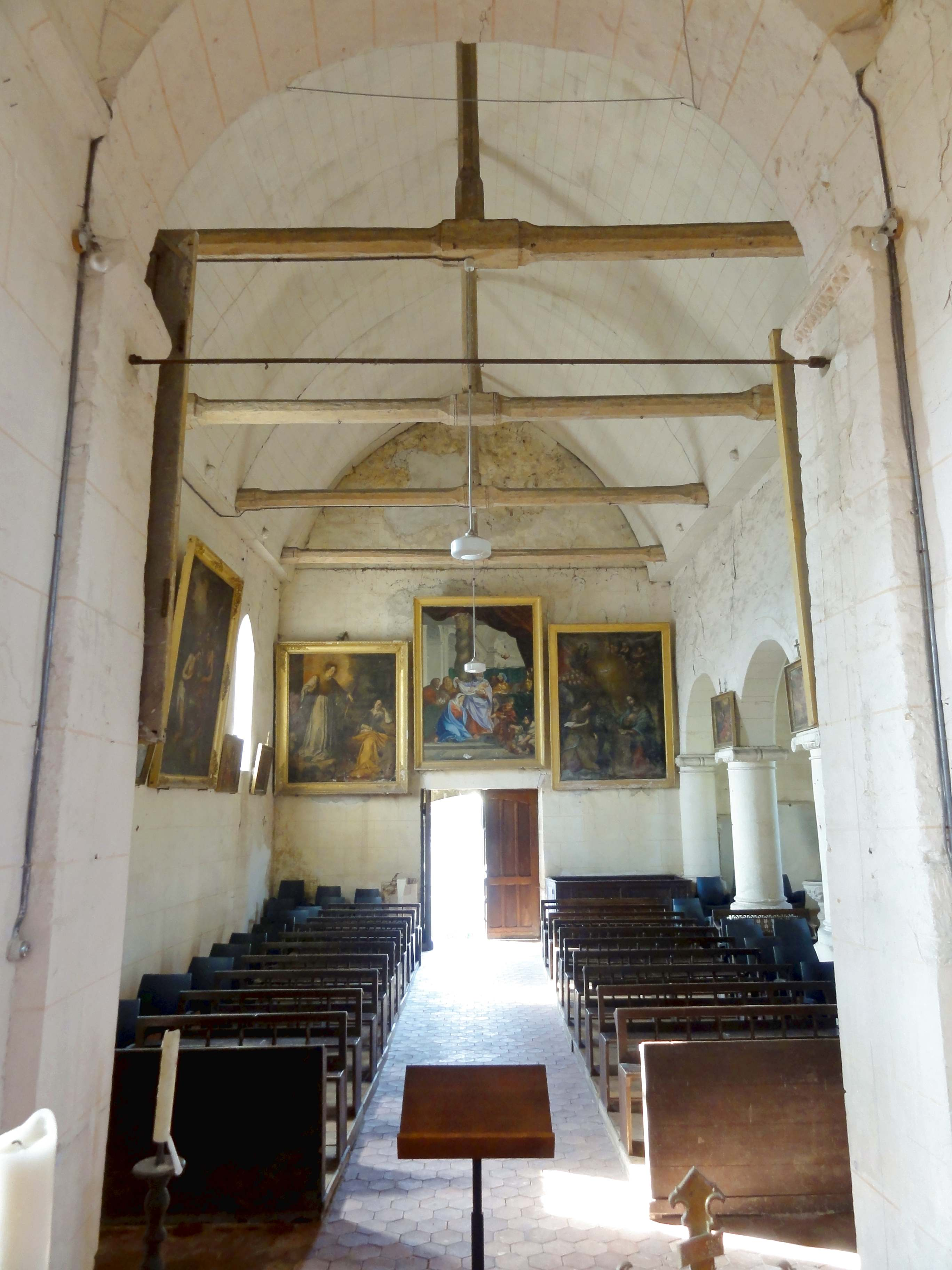
Le nef de l'église, vue vers l'ouest
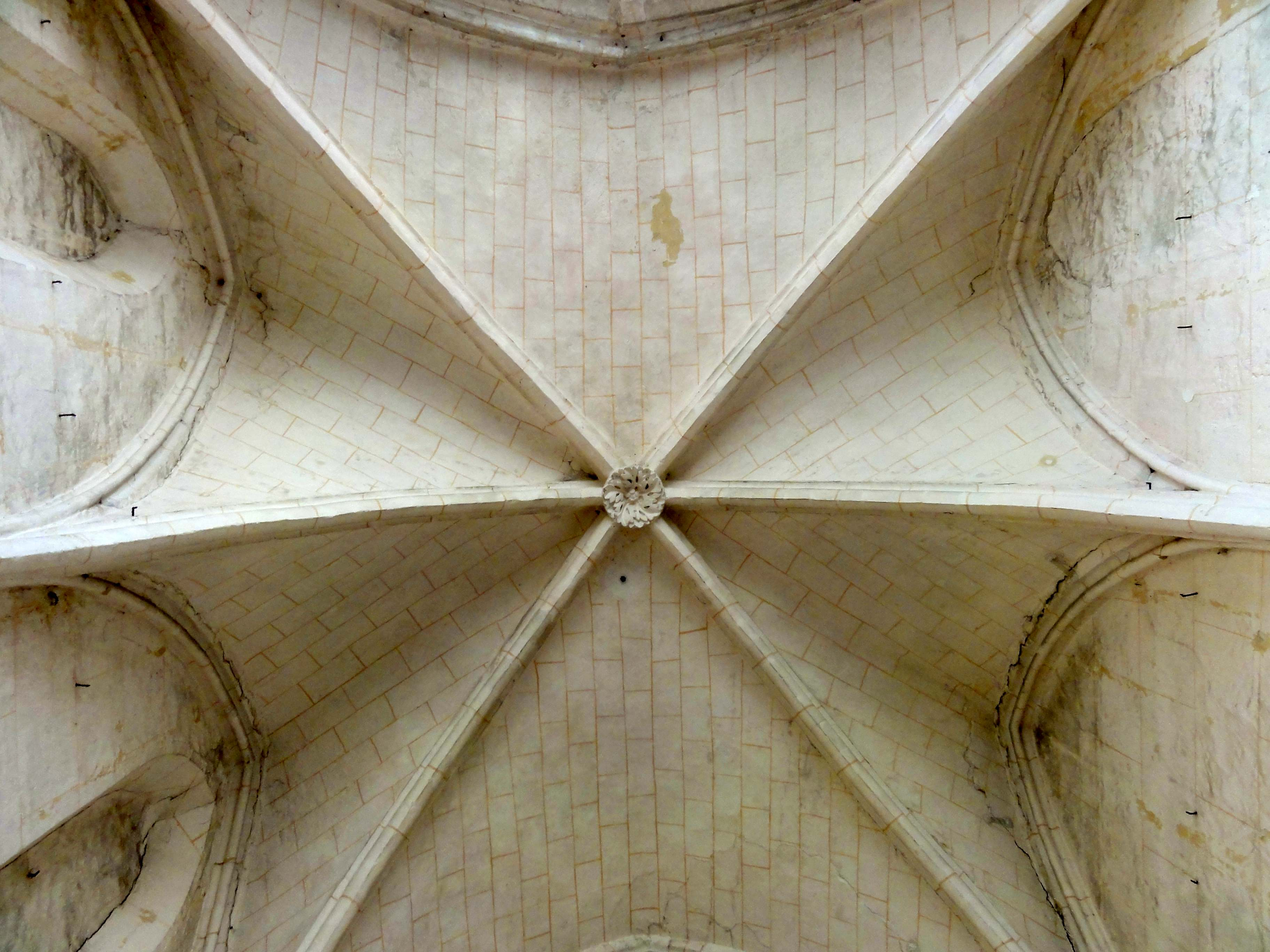
Croisée d'ogives de l'église
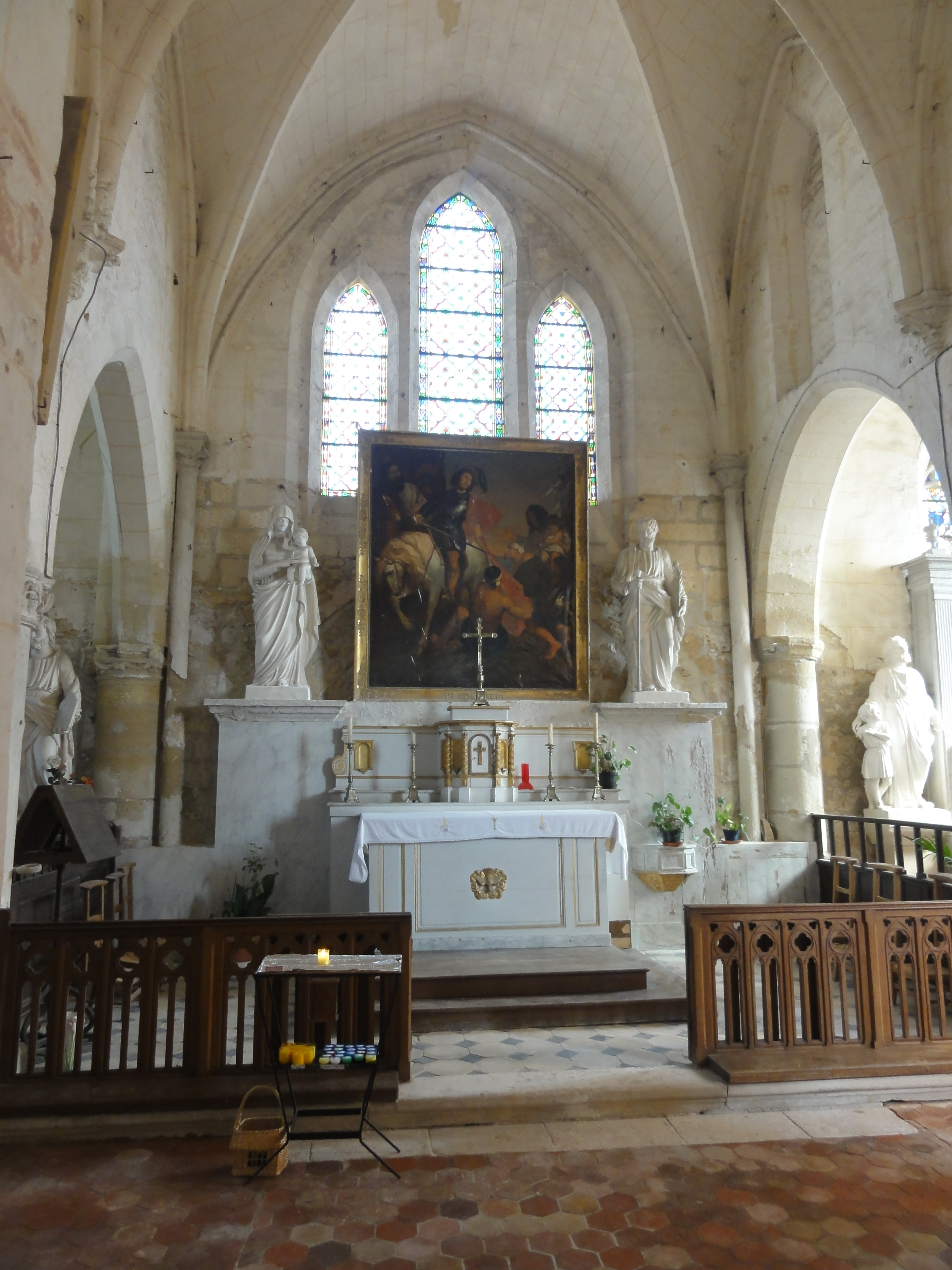
L'autel de l'église
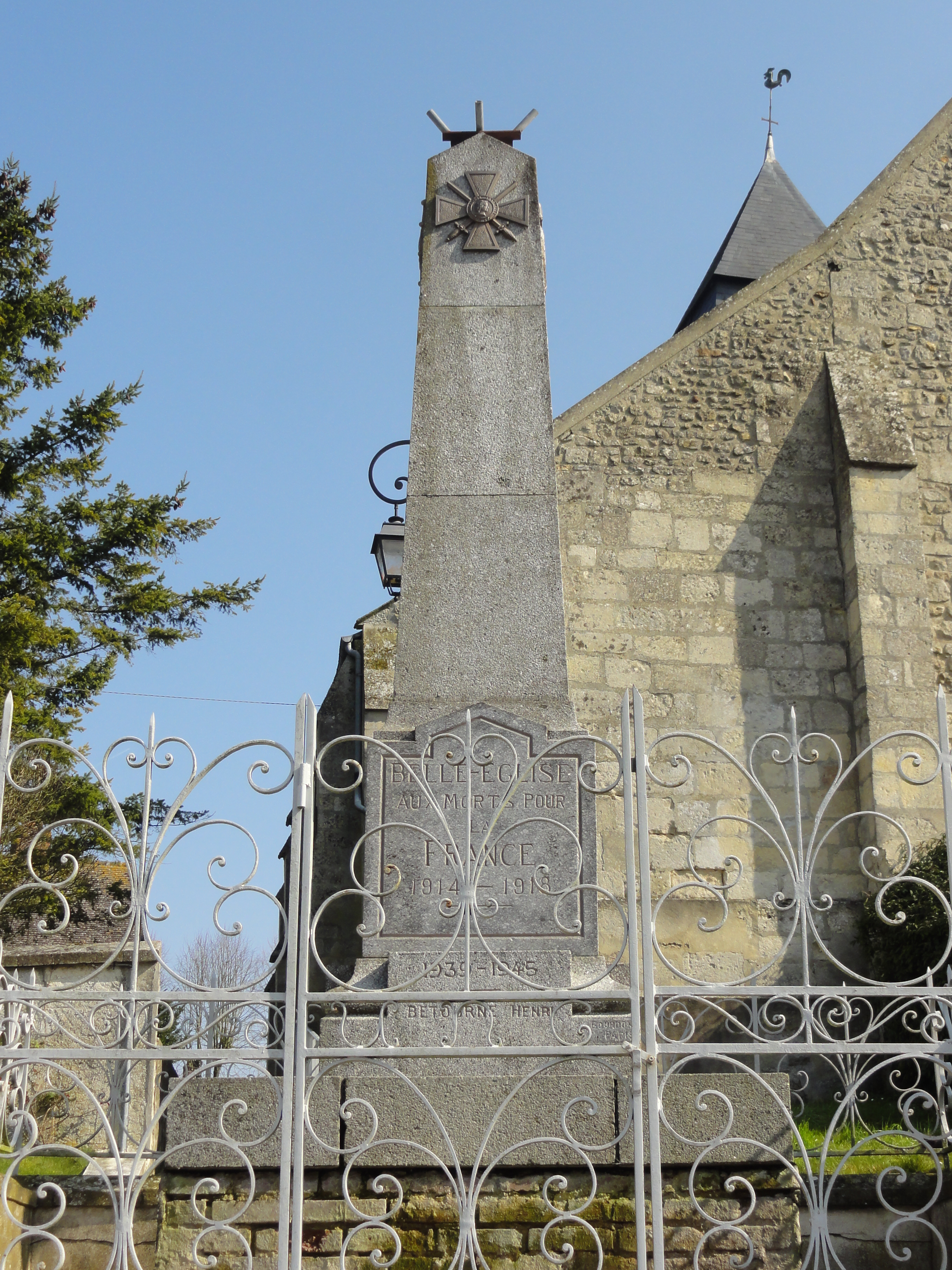
Monument aux morts.
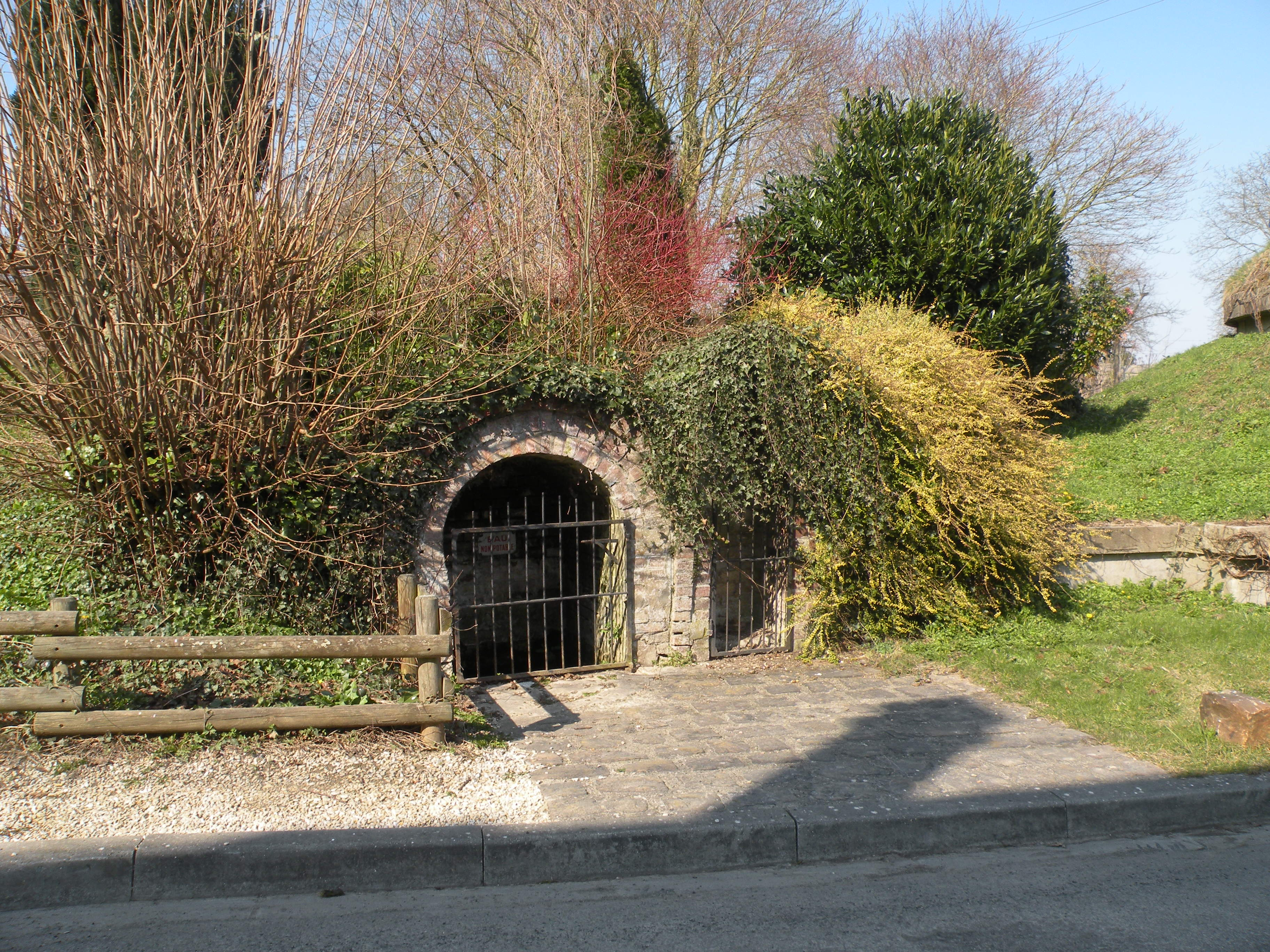
Ancienne fontaine à Montagny Prouvaire.
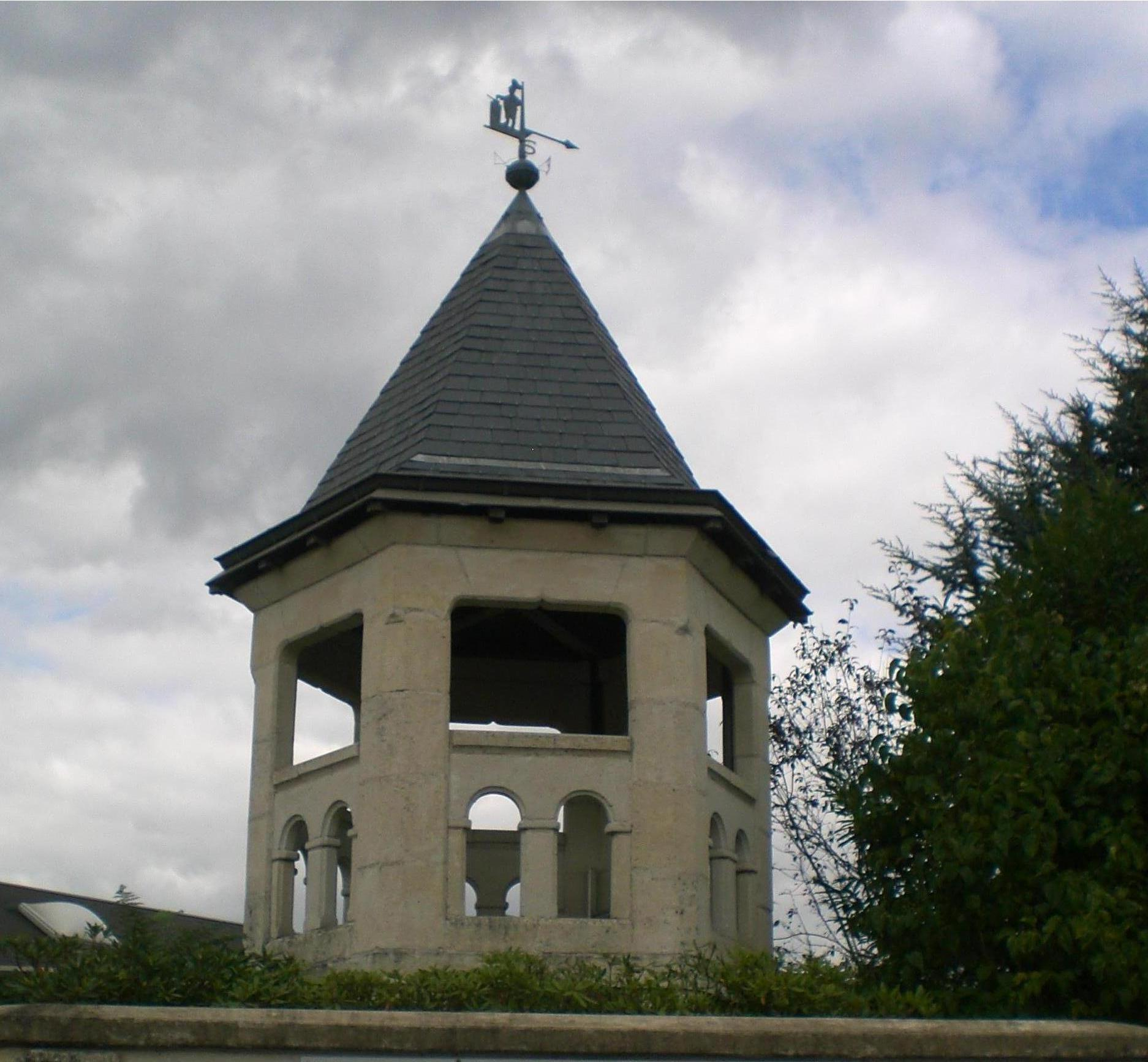

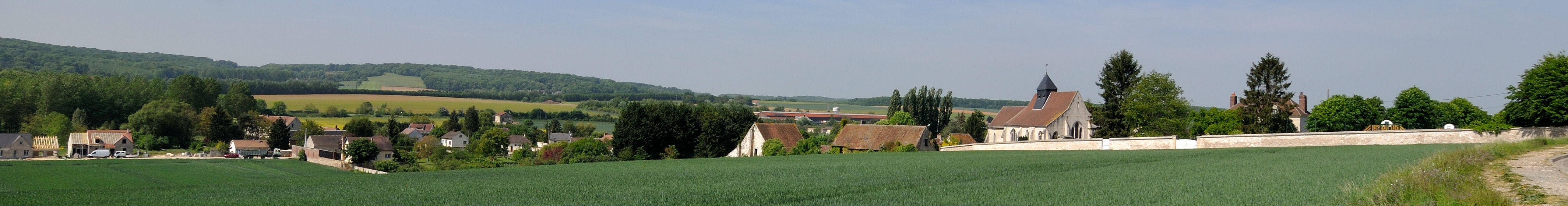
Vue générale de la commune en mai 2011.

### Personnalités liées à la commune
Sophie Thalmann, conseillère municipale de Belle-Église[Quand ?] et animatrice tv, Miss France 1998 et son mari le jockey Christophe Soumillon

### Héraldique
| Blason de Belle-Église | Blason  | D'azur à l'église surmontée de deux colombes adossées en vol et soutenue d'un lion brandissant une épée, le tout d'argent. |
| Blason de Belle-Église | Détails | Le statut officiel du blason reste à déterminer.                                                                           |